# Nút giao thông cùng mức

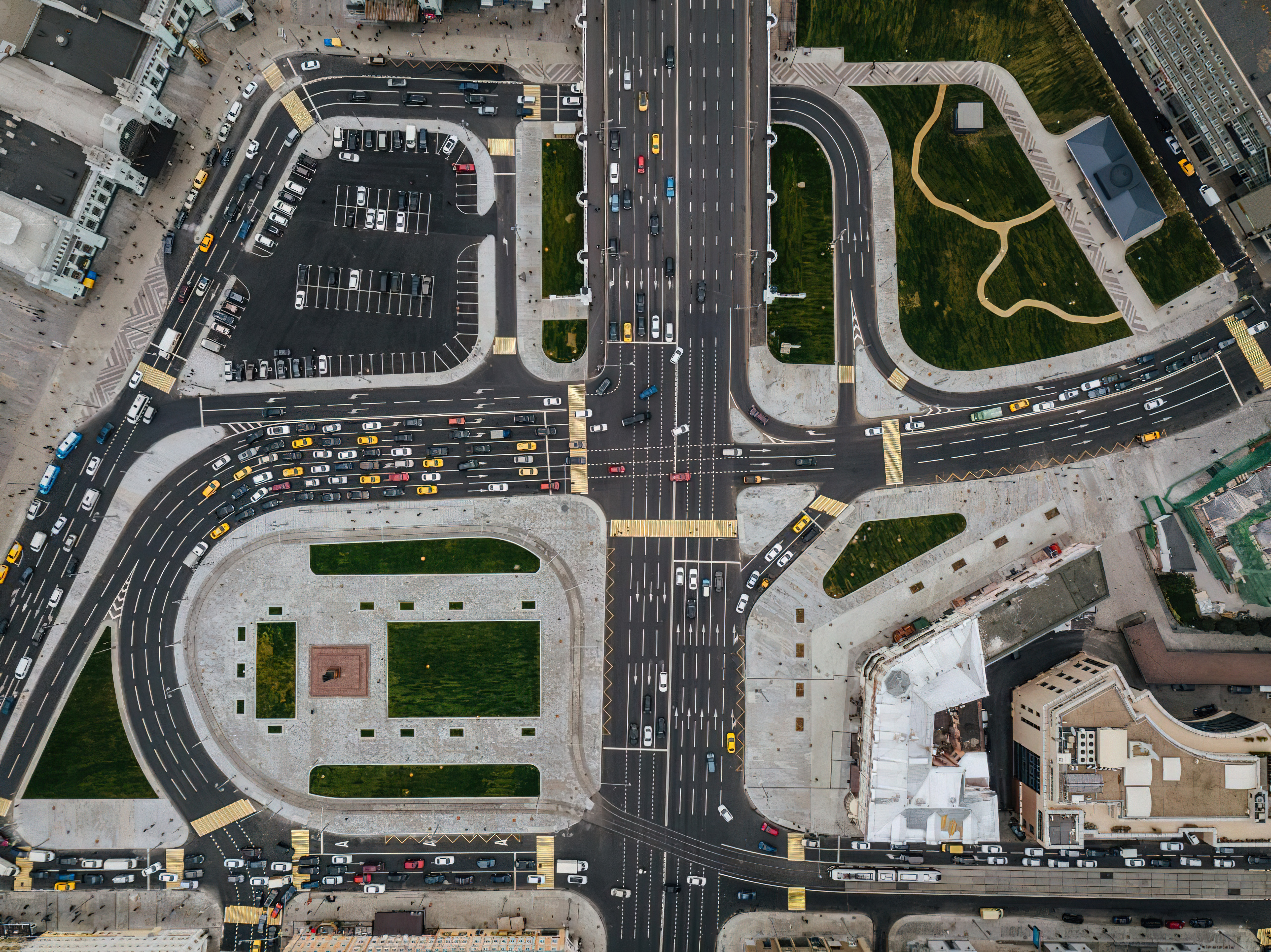
Giao lộ đồng mức tại Quảng trường Tverskaya Zastava, Moskva, Nga

Nút giao thông cùng mức (intersection) là một loại nút giao thông đường bộ mà tại đó hay nhiều đường giao cắt nhau trên cùng một mặt bằng. 

## Phân loại
Các loại nút giao thông cùng mức chủ yếu là:
- Ngã ba: nơi hai tuyến đường giao nhau và có ba hướng đi;
- Ngã tư: nơi hai tuyến đường giao nhau và có bốn hướng đi;
- Ngã năm, ngã sáu,...

Ưu điểm của nút giao thông cùng mức là việc xây dựng không tốn kém. Chúng còn cho phép người và phương tiện giao thông rẽ chuyển hướng. Song nhược điểm của nó là dễ gây ra các xung đột giữa các luồng giao thông trên các đường. Biện pháp hạn chế xung đột như dùng đảo giao thông (vòng xoay, bùng binh), dùng tín hiệu điều khiển giao thông, biển báo giao thông có thể phát huy tác dụng phần nào.